# Vanhanen-Index

Index der Demokratisierung

Der Index der Demokratisierung (ID, auch Vanhanen-Index) wurde vom finnischen Politikwissenschaftler Tatu Vanhanen konzipiert. Derzeit liegen Daten zu 187 Ländern im Zeitraum zwischen 1810 und 2000 vor. 

## Grundlagen
Vanhanen definiert Demokratie als „ein politisches System, in dem ideologisch und gesellschaftlich unterschiedliche Gruppen kraft Gesetz berechtigt sind, um politische Macht zu wettstreiten, und in dem die institutionellen Machthaber durch das Volk gewählt und ihm gegenüber verantwortlich sind“. Vor diesem Hintergrund nutzt Vanhanen die beiden Schlüsselkategorien des Polyarchiekonzepts von Robert Alan Dahl – Partizipation und Wettbewerb – als Maßstab für den Demokratisierungsgrad eines Staates.

## Berechnung
Der Vanhanen-Index (ID) wird berechnet durch die ungewichtete Multiplikation des Partizipationsgrades (P) mit dem Wettbewerbsgrad (W) und anschließende Division des Produkts durch 100: {\displaystyle ID={\frac {P\cdot W}{100}}}
Dabei wird der Partizipationsgrad (P) ermittelt anhand der Wählerzahl bei der letzten Wahl geteilt durch die Gesamtbevölkerungszahl mal 100. Zur Erfassung des Wettbewerbsgrades (W) wird der Stimmenanteil der stärksten Partei bei der letzten Wahl zur nationalen Volksvertretung von 100 subtrahiert. 
Sowohl beim Partizipationsgrad und Wettbewerbsgrad als auch beim Demokratisierungs-Index selbst gelten Schwellenwerte. So wird ein Land nur als Demokratie eingestuft, wenn sein P-Wert mindestens 20, sein W-Wert mindestens 30 beträgt und sich folglich sein ID-Wert auf mindestens 6,0 beläuft.